# Josef Höfer
Josef Rudolf Höfer (* 15. November 1896 in Weidenau (Siegen); † 7. April 1976 im Kloster Grafschaft im Sauerland) war ein deutscher römisch-katholischer Priester und Theologe.

## Leben
Josef Höfer studierte Philosophie und Katholische Theologie, insbesondere bei Paul Simon. Am 13. Januar 1924 empfing er im Hohen Dom zu Paderborn die Priesterweihe. Nach seelsorgerischer Tätigkeit im Erzbistum Paderborn absolvierte er ein Doktoratsstudium in Rom. Von 1930 bis 1935 war er Vizerektor des Collegio Teutonico di Santa Maria dell’Anima und von 1934 bis 1936 und Rektor des Collegium Leoninum in Paderborn. 1936 übernahm er den Lehrstuhl für Liturgik und Pastoraltheologie an der Universität Münster. Die Nationalsozialisten entfernten ihn 1940 von dieser Tätigkeit und erteilten ihm Vorlesungsverbot. Von 1941 bis 1945 war er Dompfarrer in Paderborn.
Nach dem Krieg war er Professor für Theologiegeschichte, Geschichte der Dogmatik und der ökumenischen Theologie an der Philosophisch-theologischen Akademie in Paderborn, wo er ebenfalls als Direktor des Leokonvikts wirkte.
1954 wurde er zum kirchlichen Berater der Deutschen Botschaft beim Heiligen Stuhl ernannt, ein Amt, das er bis 1966 als Botschaftsrat Erster Klasse innehatte. 1960 wurde er als einer der ersten von Papst Johannes XXIII. zu einem Mitglied des Päpstlichen Rats zur Förderung der Einheit der Christen ernannt.
Zwischen 1957 und 1968 gab er zusammen mit Karl Rahner die zweite Auflage des Lexikons für Theologie und Kirche (LThK) heraus.

## Ehrungen und Auszeichnungen
- Ehrendoktorwürde der Westfälischen Wilhelms-Universität Münster (1935)
- Großes Verdienstkreuz des Verdienstordens der Bundesrepublik Deutschland

## Werke
- Vom Leben zur Wahrheit. Katholische Besinnung an der Lebensanschauung Wilhelm Diltheys, Freiburg im Breisgau 1936
- Das Collegium Leoninum zu Paderborn. Ein Gedenkbuch, Schöningh Paderborn 1962
- Herausgeberschaft mit Karl Rahner: Lexikon für Theologie und Kirche, Ausgaben 1957 bis 1968